# Louis Dugas
Joseph Louis Euclide Dugas (30 août 1861-27 décembre 1943) fut un agriculteur et homme politique fédéral du Québec.

## Biographie
Né à Montcalm dans la région de Lanaudière, il étudia au Collège de Joliette et au Collège d'Ottawa. Il servit également comme commissaire scolaire.
Élu député du Parti conservateur dans la circonscription fédérale de Montcalm en 1891, il dut se faire réélire lors d'une élection partielle déclenchée après l'annulation de l'élection fédérale de 1891 en 1892. Réélu en 1896, il fut défait par le libéral François-Octave Dugas en 1900.
Son père, Firmin Dugas, fut aussi député fédéral de Montcalm de 1871 à 1887.